# 훈민가
《훈민가(訓民歌)》는 정철이 1580년(선조 13년)에 지은 연시조이다. 〈경민가(警民歌)〉, 〈권민가(勸民歌)〉라고도 한다. 모두 16수로 그가 강원도 관찰사로 있을 때 백성들을 가르치기 위해서 지은 것이다. 《송강가사》에 수록되어 있다.

아바님날나흐시고아마님날기ᄅᆞ시니
두분곳아니시면이몸이사라시랴
하ᄂᆞᆯᄀᆞᄐᆞᆫᄀᆞ업ᄉᆞᆫ은덕을어ᄃᆡ다혀갑ᄉᆞ오리